# Хріп
Хріп (рум. Hrip) — село у повіті Сату-Маре в Румунії. Входить до складу комуни Пеулешть.
Село розташоване на відстані 436 км на північний захід від Бухареста, 10 км на південний схід від Сату-Маре, 114 км на північний захід від Клуж-Напоки.

## Населення
За даними перепису населення 2002 року у селі проживала 651 особа.
Національний склад населення села:
| Національність | Кількість осіб | Відсоток |
| -------------- | -------------- | -------- |
| румуни         | 277            | 42,5%    |
| угорці         | 243            | 37,3%    |
| цигани         | 130            | 20,0%    |

Рідною мовою назвали:
| Мова      | Кількість осіб | Відсоток |
| --------- | -------------- | -------- |
| угорська  | 362            | 55,6%    |
| румунська | 269            | 41,3%    |
| циганська | 20             | 3,1%     |